# Temple Bailey
Pour les articles homonymes, voir Bailey.
Irene Temple Bailey, née le 24 février 1869 et morte le 6 juillet 1953, est une romancière et nouvelliste américaine populaire,.

## Biographie
Irene Temple Bailey nait en Virginie mais grandit à Washington.
À partir de 1902 environ, Temple Bailey contribue à divers magazines nationaux tels que The Saturday Evening Post, Cavalier Magazine, Cosmopolitan, The American Magazine, McClure's, Woman's Home Companion, Good Housekeeping et McCall's (en).
Elle écrit son premier roman en 1907 : Judy. Destiné à un public féminin, c'est un succès.
En 1914, Bailey écrit le scénario du film Auntie de Vitagraph Studios et deux de ses romans sont adaptés. Elle a également trois de ses livres sur la liste des romans les plus vendus aux États-Unis, déterminée par Publishers Weekly, mais aussi sur la New York Times Best Seller list : The Thin Soldier en 1918, The Dim Lantern en 1922 et La Clef d'argent (The Blue Window) en 1926.
Ce succès se traduit par un salaire confortable. En 1933, le McCall's (en) la paye 60 000 dollars pour un roman.
Elle ne s'est jamais mariée. Elle meurt dans son appartement à Washington, DC le 6 juillet 1953. Sa nécrologie dans le New York Post estime que ses romans se sont vendus à trois millions d'exemplaires, faisant d'elle l'un des écrivains les mieux payés au monde, et que le Cosmopolitan lui a donné 325 000 $ pour trois romans-feuilleton et plusieurs nouvelles,.
Plusieurs de ses romans ont été traduit en France dans les années 1950. Le premier est Une rebelle (Contrary Mary) aux éditions Plon en 1951. Tous les romans sont traduits par Marcelle Lucas-Mériaux (1899-1968). D'autres récits sont traduits sous forme de roman-feuilleton dans des magazines, tel Le fanal dans la nuit (The Dim Lantern) dès 1934.

## Œuvres
- Judy, Éditions Fleurus, 1959 ((en) Judy, 1907), trad. Marcelle Lucas-Mériaux, 128 p.
- (en) Glory of Youth, 1913
- Une rebelle, Plon, 1951 ((en) Contrary Mary, 1914), trad. Marcelle Lucas-Mériaux, 279 p.
- (en) A Girl's Courage, 1916
- (en) Adventures in Girlhood, 1917
- Mademoiselle Anne ((en) Mistress Anne, 1917), trad. Marcelle Lucas-Mériaux
- (en) The Tin Soldier, 1918
- (en) Trumpeter Swan, 1920
- (en) The Gay Cockade, 1921
- Le fanal dans la nuit, Le Petit Écho de la mode, 1934 ((en) The Dim Lantern, 1922), trad. Jeanne Fournier-Pargoire et Françoise Colas, 160 p.Collection Stella n°352[11] (lire sur Bibliothèque Université Clermont Auvergne)
- Plumes de paon, 1953 ((en) Peacock Feathers, 1924)roman-feuilleton (adapté en film)
- (en) Holly Hedge, and other Christmas stories, 1925
- La Clef d'argent, Plon, 1953 ((en) The Blue Window, 1926), trad. Marcelle Lucas-Meriaux, 303 p.[12]
- Deux giroflées sur un mur, Plon, 1951 ((en) Wallflowers, 1927), trad. Marcelle Lucas-Mériaux, 319 p. - adapté en film
- (en) Silver Slippers, 1928
- (en) Star in the Well; a Christmas story, 1928
- (en) Burning Beauty, 1929
- (en) Wild Wind, 1930
- (en) So this Is Christmas, 1931
- (en) Little Girl Lost, 1932[13]
- (en) Enchanted Ground, 1933
- (en) Radiant tree, and other stories, 1934
- Le Cavalier d'ivoire, Plon, 1960 ((en) Fair as the Moon, 1935), trad. Marcelle Lucas-Mériaux, 250 p.
- Je suis allée à Londres, Plon, 1956 ((en) I've Been To London, 1937), trad. Marcelle Lucas-Mériaux, 265 p.
- (en) Tomorrow's Promise, 1938
- Le Viking, Plon, 1955 ((en) The Blue Cloak, 1941), trad. Marcelle Lucas-Mériaux, 266 p.[14]
- Camélia rose, Plon, 1953 ((en) Pink Camellia, 1942), trad. Marcelle Lucas-Mériaux, 256 p.
- Fruit rouge, Plon, 1952 ((en) Red Fruit, 1945), trad. Marcelle Lucas-Mériaux, 253 p.

## Filmographie
- 1914 : Auntie (scénario)
- 1925 : Peacock Feathers (adaptation)
- 1928 : Wallflowers (adaptation)